# 윤병희 (1870년)
윤병희(尹秉禧, 일본식 이름: 松田秉禧마쓰다 헤이키, 1870년 음력 5월 6일 ~ ?)는 대한제국과 일제강점기의 경찰 출신 관료이다. 본관은 남원이다.

## 생애
어릴 때 한문을 공부하여 1887년에 판임관 9품의 규장각 검서관에 임용되면서 대한제국 시기 동안 관리로 일하였다. 1896년 장례원 주사, 1898년 종정원 주사 등을 지내다가 퇴관하였다.
1905년에 순검으로 임명되어 이번에는 경찰계에서 근무를 시작하였다. 1908년을 기준으로 내부 경시청에서 심문계 소속의 경부로 재직하고 있었다. 1910년에 한일 병합 조약이 체결되기 직전에 대한제국의 경찰권도 일본 제국으로 이양되었다.
한일 병합 조약 체결 이후 조선총독부 경무총감부 소속으로 이동되었다. 윤병희는 고등경찰과 기밀계 소속으로 근무했으며, 3·1 운동이 일어난 1919년까지 고등경찰과에서 재직하였다. 고등경찰로서 검열 업무를 맡고 있던 1912년에 일본 정부로부터 한국병합기념장을 수여받은 바 있다.
3·1 운동 후에 도경시로 승진하여 경기도와 전라북도에서 근무했다. 도경시를 끝으로 전라북도 금산군 군수로 발령받아 관계로 전직했다. 금산군수이던 1922년을 기준으로 정8위에 서위되어 있었다.
1923년에 퇴직한 후에는 김포군에 머물면서 경기도평의회 의원을 지냈고, 장기간 군내면장을 역임하면서 이 지역 유지로 활동하였다. 일제 강점기 말기인 1941년까지도 군내면이 개칭된 김포군 김포면에서 면장으로 재직하고 있었으며, 정7위 훈8등에 서위되어 있었다.
2002년 발표된 친일파 708인 명단 중 경시 부문에 선정되었고, 2008년 공개된 민족문제연구소의 친일인명사전 수록예정자 명단 중 관료와 경찰 부문에도 포함되었다.

## 참고자료
- 윤병희(尹秉禧) - 국사편찬위원회